# GSG 9
Le GSG 9 ou GSG 9 BPOL (allemand : Grenzschutzgruppe 9 der Bundespolizei ; français : groupe 9 de protection des frontières de la police fédérale) est une unité d'intervention de la police fédérale allemande formée à la suite de l'échec de l'intervention de la police lors de la prise d'otages aux Jeux olympiques de Munich en 1972.
L'ancien insigne du GSG 9 était un hélicoptère Bell UH-1 « Huey » en vol avec quatre policiers sur le train d'atterrissage.

## Origines du GSG 9
Durant la prise d'otages des Jeux olympiques de Munich de 1972, l'opération de sauvetage des otages israéliens tourne au fiasco en raison d'un manque de préparation des forces d'intervention ouest-allemandes, et se solde par la mort de 11 athlètes israéliens.
Le GSG 9 fut alors créé officiellement le 26 septembre 1972, la République fédérale d'Allemagne (à l'époque des faits) ayant vite compris qu'elle ne possédait pas d'unités dédiées à lutter contre le terrorisme et le grand banditisme comme le SAS britannique.
À l'origine, le GSG 9 ne devait être qu'une police des frontières visant à effectuer des rondes à la frontière et des missions de surveillance et de prévention autoroutières. Mais ce groupe devait entre autres être déployable rapidement et ce partout en République fédérale d’Allemagne, ce qui supposait que sa base d'entraînement et ses logements devaient être le plus proche possible. Sa base se situe à Saint Augustin-Hangelar, à quelques kilomètres de Bonn dans l'Ouest de l'Allemagne.
Sa formation, son équipement et ses armes ont été fournies au départ par le SAS britannique. En 1974, le colonel Wegener, commandant du GSG9 désire que plusieurs de ses hommes suivent un stage au GIGN pour apprendre les techniques particulières d'intervention. L'unité est intervenue avec succès sur l'Aéroport international de Mogadiscio lors du détournement d'un avion de la Lufthansa, le Vol Lufthansa 181, le 17 octobre 1977,,,.

## Missions
Outre ses missions de contre-terrorisme, le GSG 9 assure aussi la couverture de grands évènements internationaux tant en Allemagne qu'à l'étranger (sommets internationaux, compétitions sportives).
Il intervient aussi en appui de la police fédérale ou locale ou des SEK (commandos d'intervention des Länder allemands - équivalents des Antennes RAID français) pour les situations d'urgence (prise d'otages, braquage de banques, interpellation des déséquilibrés). Le GSG 9 peut aussi intervenir à l'étranger.

## Organisation
Le GSG 9 est doté de trois pelotons ou escadrons, chacun dans sa spécialité :
- le 1./GSG 9 est l'unité d'application principale : elle s'occupe essentiellement  des missions anti-terroristes qui oblige à une progression sur le terrain. Les missions vont de la lutte anti-terroriste en milieu urbain, la récupération et le sauvetage d'otages, la négociation, l'investissement et l'occupation des lieux stratégiques et l'emplacement de tireurs isolés (snipers). Elle s'occupe aussi de la chasse aux criminels les plus dangereux en Allemagne.

- Le 2./GSG 9 est une unité d'intervention marine : elle est exclusivement spécialisée dans la lutte contre le terrorisme maritime. Les missions sont des interventions en milieux aquatique et marin. Elle s'occupe aussi de la protection des installations militaires côtières et lutte contre le détournement de navires.

- Le 3./GSG 9 est l'unité d'intervention parachutiste : cette unité est spécialisée dans les insertions et les interventions nécessitant l'infiltration des lieux par voie aérienne. Ces hommes sont spécialisés dans le vol, la reconnaissance des avions, la ligne statique et les techniques de chute opérationnelle et toutes les méthodes de parachutisme.

## Armement
De nombreuses armes sont utilisées en 2008 au sein du groupe d'intervention national allemand. En voici la liste indicative :
Armes d'épaule
- Heckler & Koch MP5  (toutes les variantes de ce pistolet-mitrailleur)
- Heckler & Koch MP7A1 (pistolet-mitrailleur)
- Heckler & Koch G36, G36K, et G36C (fusils d'assaut)
- Heckler & Koch 416 (carabine d'assaut)
- Heckler & Koch PSG-1 (fusil de sniper)
- AMP Technical Services DSR-1 (fusil de sniper)
- SIG-550 (fusil d'assaut) et ses variantes
- Steyr AUG A3 (fusil d'assaut)
- FN SCAR (fusil d'assaut)
- Plusieurs types de fusil de combat de calibre 12

Armes de poing
- Glock 17 (pistolet)
- USP (pistolet)
- HK Mark 23 Mod 0 .45 ACP (pistolet)
- Smith & Wesson et Ruger .357 Magnum (revolvers)

Armes lourdes
- G8 (fusil-mitrailleur)
- Heckler & Koch MZP-1 (lance-grenades)
- MBB Armbrust (lance-roquettes)

## Mission de formation en Libye (2005-2006)
En 2005 et 2006, des membres du GSG 9 ont participé à la formation de forces de sécurité en Libye.

## Culture populaire
- Le GSG 9 est le sujet d'une série télévisée, intitulée GSG9 : Missions Spéciales
- 4 personnages du Jeu Tom Clancy's Rainbow Six: Siege, Jäger et Bandit en défense et IQ et Blitz en attaque sont membres du GSG 9
- Dans le film Marvel Captain America Civil War le GSG9 est intervenue pour neutraliser Le Soldat de l'hiver.